# Kanton Bordeaux-4
Kanton Bordeaux-4 (fr. Canton de Bordeaux-4) je francouzský kanton v departementu Gironde v regionu Akvitánie. Tvoří ho pouze část města Bordeaux.